# Haupt- und Realschule Saterland
Die Haupt- und Realschule Saterland (schulintern kurz: HRS Saterland) ist eine allgemeinbildende Ganztagsschule im niedersächsischen Ramsloh. Die Haupt- und Realschule wird auf saterfriesisch Grote Skoule fon’t Seelterlound, also die „Große Schule des Saterlandes“ genannt.
Die Schule besteht je aus einer mehrzügigen Haupt- und Realschule. Am gleichen Standort entstand ab 2007 das Laurentius-Siemer-Gymnasium. Dieses nutzt einige Räumlichkeiten der HRS Saterland.

## Geschichte

### Von 1613 bis 1910
Um 1613 berichteten evangelische Priester auf der Burg Cloppenburg, dass die Pastoren auch die Cüsterei Ramsloh zu bedienen und die Jugend zu instituieren hätten. In den Aufzeichnungen eines Jesuitenpaters von 1654 wird ein in der Winterzeit Schule haltender Lehrer erwähnt. Um 1657 wurde dann erstmals eine richtige Schule eingerichtet. Der hier stattfindende Unterricht durch den Küster Johann Hermanni fand mit Erlaubnis des Ramsloher Pastors, jedoch ohne dessen Approbation statt. 1771, 114 Jahre nach Gründung der Ramsloher Schule, besuchten 40 Kinder regelmäßig den Unterricht.Schulgeschichte. In: hrs-saterland.de. Abgerufen am 18. Dezember 2020.

„In diesem Kirchspiel ist nur eine Schule. Schule ist zu klein. Es sind auch keine Schreibbänke darin […] Schulzeit nur im Winter […] Kinder meistens 60. Lehrstücke bilden Religion, Lesen, Schreiben. Der Lehrer versteht die Rechenkunst, hat sie aber noch nicht allgemein in der Schule gelehrt […] Es wird von Seiten des Pastors und des Schullehrers sehr darüber geklagt, dass Eltern ihre Kinder nicht gehörig zur Schule schicken.“

1833, 176 Jahre nach Schulgründung besuchten, historischen Aufzeichnungen zufolge, 110 Kinder den Unterricht. Im Jahr 1855 übernahm der Staat die Trägerschaft der Schule. Die geistliche Aufsicht verblieb jedoch bei der Kirche. Nach der Gründung zwei weiterer Schulen in Hollenermoor (1803) und Hollen (1859) gingen 1897 nur noch 39 Kinder in die Ramsloher Schule.

### Von 1910 bis 1970
Im Jahr 1910 wurde die Schulaufsicht der Gemeinde Ramsloh übertragen. Unter dem Hauptlehrer Clemens Arlinghausen wurde 1928 eine neue Schule mit zwei Klassen gebaut. Durch den Krieg wurde 1945 die Schule und die angeschlossene Lehrerwohnung vollständig zerstört. Der Wiederaufbau erfolgte unter Rektor Konrad Pusch.
Eine neue Mittelpunktschule wurde im Jahr 1966 in Ramsloh eingeweiht. In der heutigen Realschule wurden alle Schüler der Klassen fünf bis neun aus der Gemeinde Ramsloh beschult. 1969 wurde aus der Mittelpunktschule eine Volksschule mit Förderstufe für alle Schüler des Saterlandes ab Klasse fünf. Franz Strotmann übernahm 1970 die Leitung der neuen Schulform. Diese besuchten mittlerweile 334 Schüler in zehn Klassen.

### Seit 1971

Vorderfront des Schulzentrums

Der erste Bauabschnitt des Schulzentrums wurde 1971 fertiggestellt. 579 Schüler besuchten in dieser Zeit 17 Klassen. Im Jahr 1972 wurde die Orientierungsstufe eingeführt und ein Realschulzweig eingerichtet. Gleichzeitig wurde eine Sporthalle errichtet. In den Jahren 1975 bis 1977 entstanden der zweite und dritte Bauabschnitt und der Realschulzug wurde zur voll ausgebauten Realschule. 1984 übernahm die Gemeinde Saterland die Trägerschaft der Schule vom Landkreis Cloppenburg. Im Jahr 1998 übernahm Manfred Broek die Leitung des Schulzentrums Saterland. Zu dieser Zeit standen etwa 50 Lehrer für das Unterrichten von über 800 Schülern zur Verfügung.
Im Januar 2003 genehmigte das Kultusministerium den Antrag der Schule auf Anerkennung als Ganztagsschule. Hierfür wurde das Schulzentrum für etwa 1,6 Millionen Euro umgebaut und erhielt eine neue Mehrzweckhalle (Aula), eine Mensa, eine Schülerbibliothek, ein Internetcafé und weitere Multifunktionsräume.
Im Mai 2004 wurden die Werk-, Kunst- und Naturwissenschaftsräume saniert. Zudem wurde die bestehende Photovoltaikanlage des Projekts „Sonne in der Schule“ erweitert. Die Gelder, die diese Anlage erwirtschaftet, fließen der Ausstattung der Schule insbesondere aber der Pausengestaltung zu. Im Juli 2004 wurde die Orientierungsstufe des Schulzentrums geschlossen.
Im Februar 2005 wurde von der Gemeinde Saterland die komplette Umgestaltung des Schulzentrums bekannt gegeben. Für 2,9 Millionen Euro sollen Klassenräume zu Lernwerkstätten werden. Gruppenräume sollen ebenso wie Lehrerarbeitsplätze in der Lehrerbibliothek, eine Fahrradwerkstatt und ein Multifunktionaler Kommunikations-, Bewegungs-, Kultur- und Mobilitätspark entstehen.
Im Februar 2017 ging der Schulleiter Manfred Broek zusammen mit seiner Ehefrau Heidrun Broek, der ehemaligen Realschulkonrektorin, in den Ruhestand. Zum selben Zeitpunkt übernahm Astrid Fedorowicz die Leitung des Schulzentrums. Seit August 2017 hat die Haupt- und Realschule eine neue Schulwebsite (hrs-saterland.de), auf der viele wichtige Informationen über die Schule vertreten sind.

## Nachmittagsangebote
| Angebot/Kurs                                            | Art         | Bemerkungen                                                             | Angeboten seit | Eingestellt ab |
| ------------------------------------------------------- | ----------- | ----------------------------------------------------------------------- | -------------- | -------------- |
| Förderkurse in Deutsch                                  | Lehrangebot | je für die Abschlussklassen der Haupt- und Realschule                   | 2004/2005      |                |
| Förderkurse in Englisch                                 | Lehrangebot | je für die Abschlussklassen der Haupt- und Realschule                   | 2004/2005      |                |
| Förderkurse in Mathematik                               | Lehrangebot | je für die Abschlussklassen der Haupt- und Realschule                   | 2004/2005      |                |
| Dance-Aerobic/Rhythmusgymnastik für Mädchen             | Sport       |                                                                         | 2004/2005      |                |
| Hip-Hop-Dance                                           | Sport       |                                                                         | 2004/2005      | 2006/2007      |
| Tennis                                                  | Sport       |                                                                         | 2004/2005      |                |
| Arbeiten mit Textverarbeitungsprogrammen                | Computer    | Voraussetzung ist eine nachgewiesene Teilnahme an einem Tastschreibkurs | 2004/2005      |                |
| Tastschreiben                                           | Computer    |                                                                         | 2004/2005      |                |
| Mofa-Führerscheinkurs                                   | Sonstiges   | ab 15 Jahre, Kostenanteil für Arbeitsmaterialien und Prüfungsgebühren   | 2004/2005      |                |
| Ballspiele auf dem Schulhof und Tischtennis in der Aula | Sport       |                                                                         | 2005/2006      |                |
| Internetcafé und stille Hausaufgabenerledigung          | Computer    |                                                                         | 2005/2006      |                |
| Bühnentechnik für die Veranstaltungen des Schulzentrums | Technik     |                                                                         | 2005/2006      |                |
| Let’s get Loud – Der Percussion-Kurs                    | Kultur      |                                                                         | 2005/2006      | 2006/2007      |
| Basketball                                              | Sport       |                                                                         | 2006/2007      |                |
| Schulvivarium                                           | Umwelt      |                                                                         | 2006/2007      |                |
| Gitarrenunterricht                                      | Kultur      | Anfängerkurs, eine eigene Gitarre ist erforderlich                      | 2006/2007      |                |
| Keyboardunterricht                                      | Kultur      | Anfängerkurs, ein eigenes Keyboard ist erforderlich                     | 2006/2007      |                |
| Lesetreff                                               | Kultur      |                                                                         | 2006/2007      |                |
| Förderkurse in Deutsch                                  | Lehrangebot | je für die Klassen 5 und 6 der Realschule                               | 2007/2008      |                |
| Förderkurse in Englisch                                 | Lehrangebot | je für die Klassen 5 und 6 der Realschule                               | 2007/2008      |                |
| Förderkurse in Mathematik                               | Lehrangebot | je für die Klassen 5 und 6 der Realschule                               | 2007/2008      |                |
| Basketball und weitere Ballspiele für Mädchen           | Sport       |                                                                         | 2007/2008      |                |
| Fußball für Jungen                                      | Sport       |                                                                         | 2007/2008      |                |
| Fußball für Mädchen                                     | Sport       |                                                                         | 2007/2008      |                |
| Tanzen                                                  | Sport       |                                                                         | 2007/2008      |                |
| Fit für Sport und Schule durch gesunde Ernährung        | Gesundheit  |                                                                         | 2007/2008      |                |
| Wie Lebensmittel Fit machen                             | Gesundheit  |                                                                         | 2007/2008      |                |
| Erzeugen alternativer Energie mit Photovoltaik          | Umwelt      |                                                                         | 2007/2008      |                |
| Robotik mit Lego Mindstorms                             | Technik     | Entwicklung und Steuerung von Robotern                                  | 2007/2008      |                |
| Schulchor                                               | Kultur      | in zwei Gruppen                                                         | 2007/2008      |                |
| Instrumental Band                                       | Kultur      |                                                                         | 2007/2008      |                |
| Knigge für Kids                                         | Kultur      |                                                                         | 2007/2008      |                |
| Schwarzlichttheater                                     | Kultur      |                                                                         | 2007/2008      |                |
| Theater                                                 | Kultur      |                                                                         | 2007/2008      |                |

## Auszeichnungen
- 2001: Umweltschule in Europa für Aktionen im Umweltbereich (Energieeinsparung, Mülltrennung, Umweltmessungen).
- 2002: Medienprofilschule für die Einrichtung von zwei Computerräumen und mehreren mobilen PC-Arbeitsplätzen.
- September 2002: Startklar für den Beruf für die Arbeit in den Bereichen Persönlichkeitsstärkung, Leistungsentwicklung und Berufsorientierung.[4]
- September 2004: Umweltschule in Europa für die „Nutzung der Sonnenenergie als soziale Aufgabe“ und der „Untersuchungen zur Wasserqualität der Sagter-Ems“.[5]
- Mai 2005: Europaschule für Schüleraustauschprogramme mit Polen und Tschechien.
- Juni 2005: 3. Platz: Talent 2006-Die FIFA-WM in der Schule für ein eigens geschriebenes Lied zur Fußball-Weltmeisterschaft 2006.[6]
- 24. März 2009: Schule der offenen Tür für überdurchschnittlich detaillierte Angaben im Schulkompass von Focus Schule.[7]
- 24. Januar 2011: Schule gegen Rassismus – Schule mit Courage[8][9][10][11]

### Wettbewerbsplatzierungen
- November 2003: Hubert-Forch-Gedächtnispreis (2. Platz, dotiert mit 1000 EUR für die ausgefeilte Berufsvorbereitung der Schule).
- März 2003: Landesmeister im Tischtennis beim Wettbewerb Jugend trainiert für Olympia.
- Juni 2004: Gewinner des FIFA-Wettbewerbs in den Bereichen Musik und mediale Kunst mit einem eigens geschriebenen Lied zur Fußball-Weltmeisterschaft 2006.
- März 2006: 3. Platz beim Tischtennis-Landesentscheid des Wettbewerbs Jugend trainiert für Olympia.